# Capella de Santa Digna
Santa Digna és un temple al terme municipal de les Franqueses del Vallès (Vallès Oriental) catalogat a l'Inventari del Patrimoni Arquitectònic de Catalunya.
L'actual església es va construir l'any 1635 per Joan Salomó. L'any 1587 es va donar permís per enderrocar la capella vella, probablement se n'aprofità la planta. La capella es troba citada amb anterioritat en els llibres parroquials de Llerona, concretament en els anys 1466 i 1548. També apareix citada en les visites pastorals de 1508 "capellae heremitanae videlicet sta. Digne" i en les de 1606 i 1756 "sub invocatione sanctae Dignae, in domo Rovira de Sancta Digna". Els anys 1930 va ser restaurada per J. Esteve.
Capella de petites dimensions, orientada cara al nord. Es troba dins de les propietats de Can Santa Digna, però, sense estar enganxada a la casa. Capella d'una nau única i absis circular cobert amb volta de canó a l'interior i teulada a dues vessants a l'exterior. La façana té un portal d'arc de mig punt adovellat, al seu damunt una finestra d'ull de bou i un campanar d'espadanya. La nau té dues finestres d'arc rodó a banda i banda i una finestra en l'absis.